# Heinz Stroh (Autor)
Heinz Stroh (geboren 1899; gestorben 10. Februar 1952 in Nürnberg) war ein deutscher Journalist und Schriftsteller.

## Leben
Heinz Stroh war zwischen 1924 und 1933 Literatur- und Theaterkritiker bei der Berliner Börsenzeitung, und Thomas Mann revanchierte sich 1926 für freundliche Rezensionen bei ihm mit einer signierten Porträtphotographie.
Stroh floh nach der Machtergreifung 1933 zunächst nach Prag, wo er in der Zeitschrift Selbstwehr, in der Jüdischen Revue und im Jüdischen Almanach (1937) veröffentlichte. Thomas Mann setzte sich für ihn als einen fähigen, sorgsamen und vielseitigen Schriftsteller ein und gab ihm 1934 bei seinem Prag-Aufenthalt ein Interview, war allerdings mit dessen Wiedergabe nicht einverstanden, weil das Interview bei Manns Ausbürgerungsverfahren gegen ihn verwendet wurde. Im Jahr 1939 musste Stroh nach London fliehen, wo er bei einem deutschen Luftangriff ausgebombt und 1940 als feindstaatlicher Ausländer für einige Zeit interniert wurde. Im Jahr 1945 kehrte er als Angehöriger der alliierten Streitkräfte nach Deutschland zurück. Er blieb in Deutschland, wurde Zeitungsredakteur in Nürnberg und gab erneut das Büchlein mit den Kindheitsnovellen heraus. In Nürnberg versuchte er, dem Kulturleben mit der Gründung einer Thomas Mann-Gesellschaft einen neuen Akzent zu geben. Thomas Mann hat ihn dort am 4. August 1949 besucht.
Heinz Stroh hat außer seinen Veröffentlichungen nur wenige Spuren hinterlassen. Die Deutsche Nationalbibliothek verfügt über einen sogenannten „Splitternachlass“ im Deutschen Exilarchiv.
Stroh war Mitglied im P.E.N.-Zentrum der Schriftstellerinnen und Schriftsteller im Exil deutschsprachiger Länder.

## Schriften (Auswahl)
- Hrsg.: Die Einsamen. Kindheitsnovelle. Weismann, München 1947, zuerst: 1921. Mit Beiträgen von Hermann Hesse, Ossip Dymov, Fjodor Sologub, Stefan Zweig,  Josef Mühlberger, Adolf von Hatzfeld, Robert Musil
- Dreizehn Kurzgeschichten. Drei-Fichten-Verlag, München 1946.
- Der grosse Europäer Edvard Beneš. Eine Biographie. Kittl, Mährisch-Ostrau 1938 (1935).
- Ein Traum das Leben! Alweiss, Berlin 1927.
- Die Vollendung. Novellist. Studie. S. Alweiss, Berlin 1926.
- Bekenntnis zu Alva : zwei Aufsätze. Israel 195x, OCLC 502071479.
- Arnold Zweig, Gerufene Schatten. Mit Nachwort von Heinz Stroh, Universal-Bibliothek. 6711. Leipzig 1926.